# Hammond (Nova York)
Hammond és una població dels Estats Units a l'estat de Nova York. Segons el cens del 2000 tenia 302 habitants.

## Demografia
Segons el cens del 2000, Hammond tenia 302 habitants, 125 habitatges, i 81 famílies. La densitat de població era de 201 habitants/km².
Dels 125 habitatges en un 32,8% hi vivien nens de menys de 18 anys, en un 52% hi vivien parelles casades, en un 9,6% dones solteres, i en un 35,2% no eren unitats familiars. En el 33,6% dels habitatges hi vivien persones soles el 16,8% de les quals corresponia a persones de 65 anys o més que vivien soles. El nombre mitjà de persones vivint en cada habitatge era de 2,42 i el nombre mitjà de persones que vivien en cada família era de 3,11.
Per edats la població es repartia de la següent manera: un 30,5% tenia menys de 18 anys, un 4,3% entre 18 i 24, un 26,2% entre 25 i 44, un 20,5% de 45 a 60 i un 18,5% 65 anys o més.
L'edat mediana era de 37 anys. Per cada 100 dones de 18 o més anys hi havia 81 homes.
La renda mediana per habitatge era de 22.159 $ i la renda mediana per família de 25.313 $. Els homes tenien una renda mediana de 35.625 $ mentre que les dones 23.750 $. La renda per capita de la població era de 12.399 $. Entorn de l'11,8% de les famílies i el 15% de la població estaven per davall del llindar de pobresa.